# Kungsbacka Pianotrio
Kungsbacka pianotrio är  en svensk pianotrio, som bildades 1997 i Kungsbacka. 
Medlemmar:
- Malin Broman (violin)
- Jesper Svedberg (cello)
- Simon Crawford-Phillips (piano)

Kungsbacka pianotrio vann 1999 första pris, publikens pris och kritikerpriset vid Melbourne International Chamber Music Competition. Trion har verkat som "Artists in Residence" på BBC Radio 3 och 2003 var de Sveriges representant i "Rising stars", ett samarbete mellan konserthus i Europa och New York, vilket resulterade i ett antal konserter runt om i Europa samt i Carnegie Hall i New York. 
År 1999 gavs Kungsbacka pianotrio ett Fellowship vid the Guildhall School of Music and Drama i London och har senare blivit utsedda till Associate Ensemble. Medlemmarna i trion undervisar också regelbundet vid Högskolan för scen och musik vid Göteborgs universitet.
Såväl Malin Broman som Jesper Svedberg spelar på instrument utlånade av Järnåkerfonden.
Trion är initiativtagare till Kungsbacka kammarmusikfestival.

## Priser och utmärkelser
- 2000 – Sten A Olssons kulturstipendium
- 2008 – Kungliga Musikaliska Akademiens Interpretpris